# 朱瑪長頸鹿
，有译作朱玛长颈鹿，是偶蹄目长颈鹿科现已灭绝的一种动物。该生物栖息在如今的马拉维至乍得之间的地带，在土耳其也偶有见到（或者为G. jumae的近亲物种）。G. jumae由路易斯·李奇在1930年代发现并命名。与G. jumae一同发现的还有白犀和一些猪科动物，如巨疣豬、懼河馬和一具几近完好的倭河马下颌骨。
G. jumae被认为是现代长颈鹿可能的祖先之一。